# Adam Hofman
Adam Hofman (ur. 23 maja 1980 w Kaliszu) – polski polityk i przedsiębiorca, z wykształcenia politolog, poseł na Sejm V, VI i VII kadencji.

## Życiorys

### Wykształcenie
Ukończył IV Liceum Ogólnokształcące im. Ignacego Jana Paderewskiego w Kaliszu, a w 2004 politologię na Uniwersytecie Wrocławskim. W trakcie studiów był członkiem Niezależnego Zrzeszenia Studentów, założył i przewodniczył Forum Studentów Uniwersytetu Wrocławskiego. Podjął kurs w Harvard Business School, status absolwenta tej uczelni uzyskał w 2022.

### Działalność do 2015
Pełnił funkcję doradcy jednego z wiceprezydentów Wrocławia. Przystąpił do Prawa i Sprawiedliwości. Z ramienia tej partii w wyborach w 2004 bez powodzenia kandydował do Parlamentu Europejskiego w okręgu dolnośląskim. W latach 2005–2011 przewodniczył organizacji młodzieżowej PiS – Forum Młodych PiS. W 2005 został wybrany na posła V kadencji w okręgu konińskim. 15 maja 2007 wybrano go na przewodniczącego sejmowej komisji śledczej ds. banków i nadzoru bankowego.
W przedterminowych wyborach parlamentarnych w 2007 po raz drugi uzyskał mandat poselski, otrzymując 15 824 głosy. W 2009 po raz drugi kandydował bezskutecznie do Parlamentu Europejskiego (startując w okręgu wielkopolskim). W 2010 został rzecznikiem prasowym Prawa i Sprawiedliwości oraz klubu parlamentarnego tej partii. W wyborach do Sejmu w 2011 z powodzeniem ubiegał się o reelekcję, dostał 24 047 głosów. 26 listopada 2011 został wybrany przez radę polityczną PiS w skład komitetu politycznego tej partii. W lipcu 2012 został szefem PiS w okręgu konińskim.
W listopadzie 2013 zawiesił swoje członkostwo w PiS i w klubie parlamentarnym tej partii (przestając być także rzecznikiem klubu i partii oraz szefem okręgu konińskiego partii) do czasu wyjaśnienia sprawy jego oświadczenia majątkowego. W grudniu tego samego roku, po odmowie wszczęcia wobec niego śledztwa w związku z ustaleniem, iż czyny mogły stanowić wykroczenia skarbowe, których karalność uległa przedawnieniu, został przywrócony w prawach członka partii i klubu parlamentarnego, a w styczniu 2014 ponownie został rzecznikiem PiS. W listopadzie tego samego roku kolejny raz przestał pełnić tę funkcję, zostając zawieszonym w prawach członka partii i jej klubu parlamentarnego w związku z okolicznościami zagranicznej podróży służbowej do Madrytu – polityk miał pobrać zaliczkę na wyjazd prywatnym samochodem, a faktycznie odbyć ją tanimi liniami lotniczymi. W tym samym miesiącu zgodnie z decyzją komitetu politycznego PiS wykluczono go z partii (w ten sam sposób w podróży uczestniczyli jeszcze posłowie Mariusz Antoni Kamiński i Adam Rogacki, z takimi samymi konsekwencjami służbowymi). Ostatecznie prokurator umorzył śledztwo w sprawie rozliczenia podróży służbowej do Madrytu. Uznał, że w sprawie nie doszło do oszustwa na szkodę Kancelarii Sejmu, nie doszło też do poświadczenia nieprawdy w dokumentacji.
Po zapoznaniu się z wynikami audytu przeprowadzonego przez komisję powołaną przez szefa Kancelarii Sejmu w celu sprawdzenia przestrzegania zasad rozliczania zagranicznych podróży służbowych posłów delegowanych przez Sejm poza granice kraju, Komisja Etyki Poselskiej uznała, że Adam Hofman naruszył art. 5 (zasada rzetelności) i art. 6 (zasada dbałości o dobre imię Sejmu) zasad etyki poselskiej oraz udzieliła mu nagany.

### Działalność od 2015
W 2015 nie kandydował w kolejnych wyborach. Współtworzył spółkę prawa handlowego R4S zajmującą się usługami z zakresu public relations, która w 2020 podjęła działalność także na Węgrzech. W maju 2016 został wiceprezesem Związku Piłki Ręcznej w Polsce. Z zarządu ZPRP odszedł po wyborze nowych władz w październiku 2016. Od maja 2018 do stycznia 2019 prowadził program publicystyczny Gabinet cieni w portalu Wirtualna Polska.